# PackageKit
PackageKit ist eine freie Software, die eine allgemeine Schnittstelle für unterschiedliche Paketverwaltungen zur Verfügung stellt. Es verwendet PolicyKit zur Überprüfung von Berechtigungen.

## Geschichte
2007 begann Richard Hughes PackageKit zu entwickeln und stellte es auf seinem Blog vor. Nun wird es von einem kleinen Team weiterentwickelt. Fedora 9 und Foresight Linux 1.4.1 nutzen PackageKit bereits standardmäßig. Als erste dpkg-basierte Distribution setzt Kubuntu ab Version 9.04 („Jaunty Jackalope“) statt auf Adept auf PackageKit.

## Design
Der Daemon packagekitd stellt eine D-Bus-Schnittstelle für die Paketverwaltung zur Verfügung. Programme konnten auch über die Bibliothek libpackagekit mit PackageKit kommunizieren.
Viele verbreitete Paketverwaltungen können als Backend genutzt werden. Es werden Frontends für GNOME (GNOME Software) und KDE (Discover) angeboten.

## Command not found
Ab Version 0.4.0 enthält PackageKit eine Bash-Erweiterung ähnlich dem Debian-Programm command-not-found. Wenn ein Befehl im System nicht gefunden wird, aber nachinstalliert werden kann, wird der Benutzer gefragt, ob er dieses installieren möchte. Zudem werden Tippfehler erkannt.